# Campeonato Mundial de Atletismo Júnior de 2014 - 400 m com barreiras masculino
A prova dos 400 metros com barreiras masculino do Campeonato Mundial de Atletismo Júnior de 2014 ocorreu entre os dias 23 e 25 de julho em Eugene, nos Estados Unidos. 

## Recordes
Antes desta competição, os recordes mundiais e do campeonato nesta prova eram os seguintes:
|     | Nome           | Nacionalidade  | Tempo | Local       | Data                |
| --- | -------------- | -------------- | ----- | ----------- | ------------------- |
| WJR | Danny Harris   | Estados Unidos | 48.02 | Los Angeles | 17 de junho de 1984 |
| CR  | Kerron Clement | Estados Unidos | 48.51 | Grosseto    | 16 de julho de 2004 |

## Medalhistas
| Ouro              | Prata                   | Bronze           |
| Jaheel Hyde (JAM) | Ali Khamis Khamis (BHR) | Tim Holmes (USA) |

## Cronograma
Todos os horários são locais (UTC-7).
| Data        | Hora  | Evento        |
| ----------- | ----- | ------------- |
| 23 de julho | 12:10 | Eliminatórias |
| 24 de julho | 12:25 | Semifinal     |
| 25 de julho | 19:35 | Final         |

## Resultados

### Eliminatórias
Qualificação: Os 2 primeiros de cada bateria (Q) e os 8 tempos mais rápidos (q). 
Bateria 1
| Posição | Atleta                        | Nacionalidade | Raia | Reação | Tempo | Notas  |
| ------- | ----------------------------- | ------------- | ---- | ------ | ----- | ------ |
| 1       | Jonas Hanssen                 | Alemanha      | 3    | 0.158  | 51.71 | Q      |
| 2       | Avotriniaina Rakotoarimiandry | Madagáscar    | 5    | 0.156  | 51.96 | Q, NJR |
| 3       | Jared Kerr                    | Canadá        | 7    | 0.170  | 52.41 | q      |
| 4       | Wilson Bello                  | Venezuela     | 6    | 0.245  | 53.23 |        |
| 5       | Lin Chih-Hao                  | Taipé Chinesa | 8    | 0.171  | 53.48 |        |
| 6       | Christian Martínez            | Porto Rico    | 2    | 0.161  | 53.54 |        |
| 7       | Zoltán Rády                   | Hungria       | 4    | 0.306  | 54.05 |        |

Bateria 2
| Posição | Atleta          | Nacionalidade  | Raia | Reação | Tempo | Notas |
| ------- | --------------- | -------------- | ---- | ------ | ----- | ----- |
| 1       | Tim Holmes      | Estados Unidos | 7    | 0.195  | 52.03 | Q     |
| 2       | Lukáš Hodboď    | Chéquia        | 5    | 0.201  | 52.45 | Q     |
| 3       | Rivaldo Leacock | Barbados       | 3    | 0.182  | 52.70 | q     |
| 4       | Dany Brand      | Suíça          | 6    | 0.220  | 53.32 |       |
| 5       | Iván Reyes      | México         | 4    | 0.213  | 54.21 |       |
| 6       | Iago Martins    | Brasil         | 2    | 0.246  | 54.91 |       |
| 7       | Steven Medina   | Equador        | 8    | 0.230  | 57.32 |       |

Bateria 3
| Posição | Atleta                | Nacionalidade | Raia | Reação | Tempo | Notas |
| ------- | --------------------- | ------------- | ---- | ------ | ----- | ----- |
| 1       | Wang Guozhong         | China         | 4    | 0.156  | 51.92 | Q     |
| 2       | Luca Cacopardo        | Itália        | 5    | 0.169  | 51.97 | Q     |
| 3       | Bryce Collins         | Austrália     | 6    | 0.164  | 52.40 | q     |
| 4       | Creve Armando Machava | Moçambique    | 8    | 0.220  | 52.40 | q     |
| 5       | Edward Duvan Peralta  | Colômbia      | 7    | 0.204  | 53.58 |       |
| 6       | Salvador García       | México        | 3    | 0.166  | 54.12 |       |
| 7       | Enej Vrhunec          | Eslovênia     | 2    | 0.140  | 54.18 |       |

Bateria 4
| Posição | Atleta             | Nacionalidade | Raia | Reação | Tempo | Notas    |
| ------- | ------------------ | ------------- | ---- | ------ | ----- | -------- |
| 1       | Yusuke Sakanashi   | Japão         | 3    | 0.157  | 52.46 | Q        |
| 2       | Okeen Williams     | Jamaica       | 8    | 0.176  | 52.88 | Q        |
| 3       | Jordan Sherwood    | Canadá        | 4    | 0.132  | 53.04 | q        |
| 4       | Javier Delgado     | Espanha       | 7    | 0.235  | 53.92 |          |
| 5       | Kwon Sang-Hyeok    | Coreia do Sul | 1    | 0.256  | 55.13 |          |
| 6       | Oneyker Aragón     | Nicarágua     | 5    | 0.251  | 57.41 | NJR      |
| 7       | Ned Justeen Azemia | Seicheles     | 6    | 0.327  | DSQ   | 168.7(a) |
| 8       | Sid-Ali Khedim     | Argélia       | 2    | 0.204  | DSQ   | 168.7(a) |

Nota:

IAAF Regra 168.7(a) - Trailing leg

Bateria 5
| Posição | Atleta              | Nacionalidade  | Raia | Reação | Tempo | Notas |
| ------- | ------------------- | -------------- | ---- | ------ | ----- | ----- |
| 1       | Kenneth Selmon      | Estados Unidos | 5    | 0.222  | 52.15 | Q     |
| 2       | Yi Sihang           | China          | 6    | 0.178  | 52.44 | Q     |
| 3       | Larona Obakwe Thabe | Botswana       | 8    | 0.214  | 53.06 |       |
| 4       | Hanno Coetzer       | África do Sul  | 7    | 0.214  | 53.34 |       |
| 5       | D'Mitry Charlton    | Bahamas        | 4    | 0.193  | 53.49 |       |
| 6       | Idris Ayil Sufyani  | Arábia Saudita | 3    | 0.179  | 54.38 |       |
| 7       | Welington Zaza      | Libéria        | 2    | 0.166  | 55.38 |       |

Nota:

Babador 1020 Welington Zaza – Cartão amarelo – 162.5(b) Atrasar o inicio

Bateria 6
| Posição | Atleta                     | Nacionalidade | Raia | Reação | Tempo | Notas  |
| ------- | -------------------------- | ------------- | ---- | ------ | ----- | ------ |
| 1       | Ali Khamis Khamis          | Bahrein       | 8    | 0.190  | 51.10 | Q, NJR |
| 2       | Jaheel Hyde                | Jamaica       | 7    | 0.229  | 51.60 | Q      |
| 3       | Jucian Rafael Pereira      | Brasil        | 4    | 0.204  | 52.57 | q      |
| 4       | Derick Díaz                | Porto Rico    | 5    | 0.153  | 53.10 |        |
| 5       | Diogo Mestre               | Portugal      | 3    | 0.192  | 53.16 |        |
| 6       | Enis Ünsal                 | Turquia       | 6    | 0.211  | 53.60 |        |
| 7       | Geofrey Kipkoech Cheruiyot | Quênia        | 2    | 0.194  | 54.60 |        |

Bateria 7
| Posição | Atleta             | Nacionalidade            | Raia | Reação | Tempo | Notas |
| ------- | ------------------ | ------------------------ | ---- | ------ | ----- | ----- |
| 1       | José Luis Gaspar   | Cuba                     | 4    | 0.208  | 52.00 | Q     |
| 2       | Jacob Paul         | Reino Unido              | 6    | 0.201  | 52.79 | Q     |
| 3       | Íñigo Rodríguez    | Espanha                  | 8    | 0.175  | 53.55 |       |
| 4       | Kyron McMaster     | Ilhas Virgens Britânicas | 7    | 0.205  | 54.21 |       |
| 5       | Pride Juma Lusinga | Zimbabwe                 | 2    | 0.161  | 54.25 |       |
| 6       | Jerrad Mason       | Barbados                 | 3    | 0.199  | 54.26 |       |
| 7       | Joachim Sandberg   | Noruega                  | 5    | 0.154  | 54.62 |       |

Bateria 8
| Posição | Atleta                | Nacionalidade   | Raia | Reação | Tempo | Notas |
| ------- | --------------------- | --------------- | ---- | ------ | ----- | ----- |
| 1       | Martin Tucek          | Chéquia         | 6    | 0.193  | 52.17 | Q     |
| 2       | Leandro Zamora        | Cuba            | 7    | 0.225  | 52.50 | Q     |
| 3       | Francesco Proietti    | Itália          | 3    | 0.179  | 52.96 | q     |
| 4       | Ruan Mentz            | África do Sul   | 2    | 0.165  | 53.06 | q     |
| 5       | Jean Lindsay Emilien  | Ilhas Maurícias | 5    | 0.174  | 53.66 |       |
| 6       | Stephen Kipkoech      | Quênia          | 8    | 0.205  | 53.95 |       |
| 7       | Andrea Ercolani Volta | San Marino      | 4    | 0.231  | 56.11 | NJR   |
| 8       | Bienvenu Sawadogo     | Burquina Fasso  | 1    |        | DNS   |       |

### Semifinal
Qualificação: Os 2 primeiros de cada bateria (Q) e os 2 tempos mais rápidos (q). 
Semifinal 1
| Posição | Bateria               | Raia           | Atleta | Nacionalidade | Tempo | Notas |
| ------- | --------------------- | -------------- | ------ | ------------- | ----- | ----- |
| 1       | Tim Holmes            | Estados Unidos | 6      | 0.198         | 50.80 | Q     |
| 2       | Jonas Hanssen         | Alemanha       | 4      | 0.165         | 50.93 | Q     |
| 3       | Yusuke Sakanashi      | Japão          | 3      | 0.148         | 51.68 |       |
| 4       | Luca Cacopardo        | Itália         | 5      | 0.174         | 51.90 |       |
| 5       | Jucian Rafael Pereira | Brasil         | 2      | 0.244         | 51.98 |       |
| 6       | Lukáš Hodboď          | Chéquia        | 8      | 0.173         | 52.75 |       |
| 7       | Jordan Sherwood       | Canadá         | 1      | 0.140         | 53.41 |       |
| 8       | Okeen Williams        | Jamaica        | 7      | 0.200         | 56.37 |       |

Semifinal 2
| Posição | Bateria                       | Raia        | Atleta | Nacionalidade | Tempo | Notas |
| ------- | ----------------------------- | ----------- | ------ | ------------- | ----- | ----- |
| 1       | Jaheel Hyde                   | Jamaica     | 6      | 0.189         | 50.77 | Q     |
| 2       | José Luis Gaspar              | Cuba        | 5      | 0.191         | 51.37 | Q     |
| 3       | Wang Guozhong                 | China       | 3      | 0.150         | 51.61 |       |
| 4       | Rivaldo Leacock               | Barbados    | 1      | 0.221         | 52.16 |       |
| 5       | Avotriniaina Rakotoarimiandry | Madagáscar  | 4      | 0.156         | 52.33 |       |
| 6       | Bryce Collins                 | Austrália   | 7      | 0.152         | 52.62 |       |
| 7       | Jacob Paul                    | Reino Unido | 8      | 0.174         | 54.36 |       |
| 8       | Francesco Proietti            | Itália      | 2      | 0.182         | 55.28 |       |

Semifinal 3
| Posição | Bateria               | Raia           | Atleta | Nacionalidade | Tempo | Notas           |
| ------- | --------------------- | -------------- | ------ | ------------- | ----- | --------------- |
| 1       | Ali Khamis Khamis     | Bahrein        | 6      | 0.164         | 49.93 | Q, NJR          |
| 2       | Ruan Mentz            | África do Sul  | 2      | 0.161         | 51.03 | Q               |
| 3       | Leandro Zamora        | Cuba           | 8      | 0.170         | 51.30 | q               |
| 4       | Yi Sihang             | China          | 3      | 0.171         | 51.39 | q,              |
| 5       | Creve Armando Machava | Moçambique     | 7      | 0.219         | 51.97 | Recorde pessoal |
| 6       | Kenneth Selmon        | Estados Unidos | 5      | 0.216         | 52.18 |                 |
| 7       | Jared Kerr            | Canadá         | 1      | 0.172         | 52.91 |                 |
| 8       | Martin Tucek          | Chéquia        | 4      | 0.159         | 53.17 |                 |

### Final
A prova final foi realizada no dia 25 de julho às 19:35. 
| Posição           | Atleta            | Nacionalidade  | Raia | Reação | Tempo | Notas |
| ----------------- | ----------------- | -------------- | ---- | ------ | ----- | ----- |
| Medalha de ouro   | Jaheel Hyde       | Jamaica        | 5    | 0.169  | 49.29 | WJL   |
| Medalha de prata  | Ali Khamis Khamis | Bahrein        | 3    | 0.172  | 49.55 | NJR   |
| Medalha de bronze | Tim Holmes        | Estados Unidos | 6    | 0.200  | 50.07 |       |
| 4                 | Jonas Hanssen     | Alemanha       | 4    | 0.165  | 51.07 |       |
| 5                 | Yi Sihang         | China          | 2    | 0.184  | 51.32 | PB    |
| 6                 | Leandro Zamora    | Cuba           | 1    | 0.157  | 51.49 |       |
| 7                 | José Luis Gaspar  | Cuba           | 8    | 0.225  | 51.71 |       |
| 8                 | Ruan Mentz        | África do Sul  | 7    | 0.203  | DNF   |       |

Legenda
| Recorde mundial       | Recorde mundial (World record)               |                       | Recorde africano                      | Recorde africano (African) |                                           | Q | Classificado por posição (Qualified) |
| Recorde do campeonato | Recorde do campeonato (Championship record)  | Recorde da América    | Recorde da América (Americas)         | q                          | Classificado por melhor tempo (Qualified) |   |                                      |
| Melhor marca do ano   | Melhor marca do ano (World leading)          | Recorde asiático      | Recorde asiático (Asian)              | DNS                        | Não largou (Did not start)                |   |                                      |
| Recorde nacional      | Recorde nacional (National record)           | Recorde europeu       | Recorde europeu (European)            | DNF                        | Não terminou (Did not finish)             |   |                                      |
| Recorde pessoal       | Recorde pessoal do atleta (Personal best)    | Recorde da Oceania    | Recorde da Oceania (Oceania)          | DSQ / DQ                   | Desclassificado (Disqualified)            |   |                                      |
| Recorde da temporada  | Recorde da temporada do atleta (Season best) | Recorde sul-americano | Recorde sul-americano (South America) | NM                         | Sem marca (No mark)                       |   |                                      |